# Oranjebitter

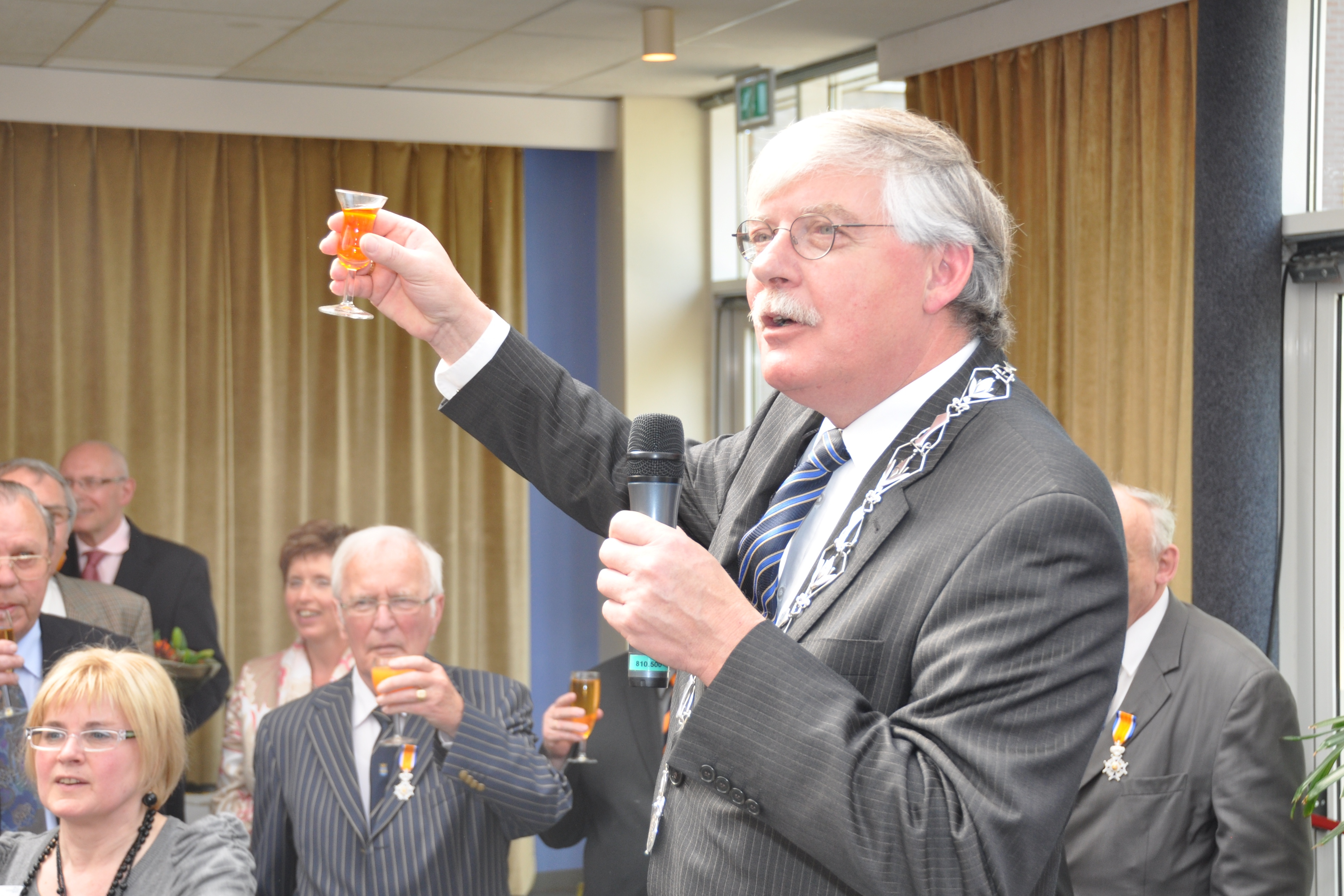
Burgemeester Van der Knaap van Ede toost met oranjebitter op de zojuist gedecoreerde burgers.

Oranjebitter en oranjelikeur zijn likeuren bereid uit gedestilleerde curaçaoschillen, pomerans en brandewijn. Oorspronkelijk is aan oranjelikeur suiker toegevoegd en aan oranjebitter niet. Oranjebitter wordt gedronken tijdens feestelijkheden rond het Nederlandse Koninklijk Huis.

## Oorsprong
Oranjelikeur werd na 1620 ontwikkeld ter ere van verschillende door prins Frederik Hendrik gewonnen veldslagen. Tot circa 1800 was de drank vrij onbekend. Na het aantreden van de eerste Oranje-koning Willem I in 1814 werd het product vernieuwd op de markt gebracht. Dit keer zonder suiker. Vandaar de naam oranjebitter. Tegenwoordig is men niet meer gecharmeerd van bitters en voegen de meeste producenten weer wat suiker toe.